# Scytalopus chocoensis
El churrín del Chocó (Scytalopus chocoensis), también denominado tapaculo del Chocó (en Colombia), es una especie de ave paseriforme perteneciente al numeroso género Scytalopus de la familia Rhinocryptidae. Es nativo del extremo sureste de América Central y del noroeste de América del Sur. 

## Distribución y hábitat
Se distribuye por la pendiente del Pacífico del este de Panamá (Cerro Pirre) y desde el oeste de Colombia hacia el sur hasta el noroeste de Ecuador (Río Guayllabamba), en Esmeraldas y oeste de Imbabura.
Es localmente bastante común en el sotobosque de  bosques de estribaciones y montanos bajos, principalmente entre los 350 y los 1100 m s. n. m. de altitud.